# Operación Pastorius
La Operación Pastorius fue un plan fallido de los servicios de inteligencia de la Alemania nazi para llevar a cabo misiones de sabotaje dentro de los Estados Unidos durante la Segunda Guerra Mundial. Se llevó a cabo en junio de 1942 y estaba dirigida contra objetivos económicos estratégicos estadounidenses. La operación fue nombrada por el Almirante Wilhelm Canaris, jefe del Abwehr alemán, en honor a Francis Daniel Pastorius, el líder del primer asentamiento organizado de alemanes en América. El plan involucraba a ocho saboteadores alemanes que previamente habían vivido en los Estados Unidos.
El plan fracasó rápidamente, después de que dos de los agentes, George John Dasch y Ernest Peter Burger, desertaran poco después de ser desplegados tras entregarse al Buró Federal de Investigaciones (FBI), traicionando a los otros seis. Un tribunal militar – cuya constitucionalidad fue cuestionada ante la Corte Suprema en Ex parte Quirin – condenó a muerte a los ocho más adelante ese mismo año. El presidente Franklin D. Roosevelt conmutó las sentencias de Dasch y Burger, mientras que los otros seis fueron ejecutados. En 1948, Dasch y Burger fueron indultados por el presidente Harry S. Truman, bajo la condición de su deportación permanente a la zona de ocupación estadounidense en Alemania.
Otras dieciséis personas fueron acusadas de ayudar a los responsables de la operación.

## Antecedentes
Después del ataque japonés a Pearl Harbor el 7 de diciembre de 1941, seguido de la declaración de guerra de Alemania a los Estados Unidos cuatro días después, y la declaración de guerra de Estados Unidos a Alemania en respuesta, Hitler autorizó una misión para sabotear el esfuerzo bélico estadounidense y atacar objetivos civiles para desmoralizar a la población civil estadounidense dentro de los Estados Unidos. La misión fue asignada al jefe del Abwehr, el Almirante Wilhelm Canaris, jefe de la inteligencia militar alemana. Durante la Primera Guerra Mundial, Canaris había organizado el sabotaje de instalaciones francesas en Marruecos y otros agentes alemanes entraron en los Estados Unidos para atacar fábricas de armas en Nueva York, incluyendo la destrucción de suministros de municiones en Black Tom Island en 1916; y esperaba que la Operación Pastorius tuviera el mismo tipo de éxito.

## Agentes
Fueron reclutados para la Operación Pastorius ocho alemanes que habían vivido en los Estados Unidos. Dos de ellos, Ernst Burger y Herbert Haupt, eran ciudadanos estadounidenses. Los otros, George John Dasch, Edward John Kerling, Richard Quirin, Heinrich Harm Heinck, Hermann Otto Neubauer y Werner Thiel, habían trabajado en varios empleos en los Estados Unidos. Con la excepción de Dasch, todos los hombres eran miembros del German American Bund y/o del Partido Nazi. Neubauer había servido en el Ejército Alemán en el Frente Oriental.
Los ocho fueron reclutados en el Abwehr y recibieron tres semanas de entrenamiento intensivo en sabotaje en la escuela del Alto Mando Alemán en una finca en Quenzsee, cerca de Berlín, Alemania. Los agentes fueron instruidos en la fabricación y uso de explosivos, materiales incendiarios, detonadores y varias formas de dispositivos de temporización retardada mecánicos, químicos y eléctricos. Se dedicó considerable tiempo a desarrollar "historias" completas de fondo que debían utilizar en los Estados Unidos. Se les alentó a conversar en inglés y a leer periódicos y revistas estadounidenses para mejorar su inglés y familiarizarse con los eventos y la cultura estadounidense de aquel momento.

### El equipo
|                   |
| George John Dasch |

|                     |
| Ernest Peter Burger |

|                    |
| Herbert Hans Haupt |

|                 |
| Heinrich Heinck |

|                     |
| Edward John Kerling |

|                       |
| Hermann Otto Neubauer |

|                |
| Richard Quirin |

|              |
| Werner Thiel |

## Misión
Su misión era sabotear objetivos económicos estadounidenses: plantas de energía hidroeléctrica en Niagara Falls; plantas de la Aluminum Company of America en Illinois, Tennessee y Nueva York; esclusas en el Ohio River, cerca de Louisville, Kentucky; Pennsalt Chemicals (entonces la Pennsylvania Salt Manufacturing Company) en Cornwells Heights (Bensalem), Pennsylvania; la Curva de Herradura de la Pennsylvania Railroad, un paso ferroviario crucial cerca de Altoona, Pennsylvania, así como en la terminal de Altoona; la planta de criolita (una materia prima empleada en la producción de flúor y aluminio) de Pennsalt en Filadelfia; el puente de Hell Gate en Nueva York; y la Pennsylvania Station en Newark, New Jersey. Los agentes también fueron instruidos para difundir una ola de terror colocando explosivos en puentes, estaciones de tren, instalaciones de agua, lugares públicos y tiendas de propiedad judía. Se les dieron certificado de nacimientos falsificados, tarjetas de Seguro Social, tarjetas de exención del servicio militar, cerca de $175,000 en dinero estadounidense, y licencias de conducir, y se embarcaron en dos submarinos para aterrizar en la costa este de los Estados Unidos.
Incluso antes de que comenzara la misión, estaba en peligro de ser comprometida, ya que George Dasch, comandante del equipo, dejó documentos confidenciales en un tren, y uno de los agentes, mientras estaba borracho, anunció a los clientes de una taberna en Paris que era un agente secreto.
En la noche del 12/13 de junio de 1942, el primer submarino en llegar a los Estados Unidos, el U-202 comandado por el capitán Hans-Heinz Lindner, se acercó a la costa en Amagansett, New York, a unos 160 kilómetros al este de la ciudad de  Nueva York en Long Island, en lo que ahora es la playa Atlantic Avenue. Llevaba a Dasch y a tres saboteadores más (Burger, Quirin y Heinck). El equipo fue lanzado en balsas inflables (en las cuales Dasch casi se ahoga) y desembarcaron vistiendo uniformes de la Marina Alemana para que, si eran capturados, fueran clasificados como prisioneros de guerra en lugar de como espías. También llevaban con ellos explosivos, detonadores y materiales incendiarios, los enterraron junto con sus uniformes, y se pusieron ropa de civil para comenzar una campaña de sabotaje de dos años en la producción estadounidense relacionada con la defensa.
Inmediatamente al llegar a la playa, alrededor de 30 minutos pasada la medianoche, los saboteadores fueron descubiertos entre las dunas por el guardacostas desarmado John C. Cullen, quien fue abordado por Dasch, que le ofreció un soborno de 300 dólares por su silencio (a Cullen le dieron menos de lo que le prometieron, el dinero solo sumaba 260 dólares). Cullen fingió cooperar con ellos, pero informó a las autoridades del encuentro. Una patrulla armada regresó al lugar de los hechos, encontrando "cuatro cajas de explosivos y algunos uniformes alemanes que habían sido enterrados apresuradamente en la arena mojada", así como fusibles y bombas prefabricadas. Pero los alemanes ya se habían ido, tomando el Ferrocarril de Long Island desde la estación de Amagansett hacia Manhattan, donde se registraron en un hotel. El FBI, informado de la operación por la Guardia Costera, inició una búsqueda de los saboteadores.
El U-202 permaneció atascado en la arena hasta el amanecer a solo 200 metros (656,2 pies) de la costa; y solo cuando subió la marea pudo liberarse y regresar a aguas profundas. Más adelante ese mismo mes, el U-202 hundiría dos barcos civiles: el vapor argentino Río Tercero y el transatlántico estadounidense City of Birmingham, antes de regresar a Europa.
El otro equipo alemán de cuatro miembros comandado por Kerling llegó a tierra sin incidentes en Ponte Vedra Beach, Florida, al sur de Jacksonville el 16 de junio de 1942. Llegaron en el submarino U-584. Este grupo desembarcó vistiendo trajes de baño, pero llevaban sombreros de la Marina Alemana. Después de llegar a la costa, tiraron sus sombreros, se pusieron ropa de civil y comenzaron su misión tomando trenes hacia Chicago, Illinois y Cincinnati, Ohio. Sin embargo, ya se habían producido algunas indiscreciones que pusieron en entredicho la seguridad de los saboteadores: Kerling había alardeado ante un colega sobre su misión, y en Chicago, Herbert Haupt había pedido a su padre que le comprara una funda deportiva diciendo que la necesitaba mientras viajaba por negocios para el gobierno alemán.
Los dos equipos debían reunirse el 4 de julio en un hotel de Cincinnati para coordinar sus operaciones de sabotaje.

## Traición
Mientras estaban en el hotel de Manhattan, Dasch, claramente perturbado por el encuentro con la Guardia Costera, llamó a Burger a su habitación en el piso superior del hotel y abrió una ventana, diciendo que hablarían, y si no estaban de acuerdo, "solo uno de nosotros saldrá por esa puerta; el otro volará por esta ventana." Dasch le dijo que no tenía intención de llevar a cabo la misión, que odiaba el nazismo y que planeaba informar del complot al FBI. Burger accedió a desertar a los Estados Unidos de inmediato.
El 15 de junio, Dasch llamó a la oficina del FBI en Nueva York, dio su nombre como "Franz Pastorius" (el homónimo de la operación) y explicó el complot, pero terminó la llamada cuando el agente que respondió dudó de su historia y pensó que era un chiflado. Cuatro días después, tomó un tren a Washington D. C. y se dirigió a la sede del FBI, donde captó la atención del Subdirector D.M. Ladd al mostrarle el presupuesto de la operación de 84.000 dólares en efectivo. Ninguno de los otros seis agentes alemanes estaba al tanto de la traición. Durante las siguientes dos semanas, Burger y los otros seis fueron arrestados. Dasch esperaba ser aclamado como un héroe por exponer el complot, pero el FBI tenía otros planes; J. Edgar Hoover no mencionó su nombre y se atribuyó el mérito para el FBI de haber capturado a los saboteadores.

## Juicio y ejecuciones
Dado que fueron capturados antes de poder hacer algo, las autoridades no estaban seguras de cómo proceder contra los saboteadores. El Fiscal General Francis Biddle estimó que, en el mejor de los casos, los saboteadores alemanes podrían ser condenados por conspiración y afrontar hasta tres años de prisión, mientras que Burger y Haupt podrían ser juzgados por traición. Su propuesta alternativa era encarcelarlos como prisioneros de guerra durante el resto del conflicto bélico. Sin embargo, Roosevelt consideró estas propuestas inaceptables. Dijo que los saboteadores de nacionalidad estadounidenses eran culpables de traición, y por lo tanto, estaban sujetos a cortes marciales. En cuanto a los alemanes, dijo que habían perdido su derecho a juicios civiles, ya que estaban "librando una batalla dentro de nuestro país". Roosevelt entonces dijo que quería que todos los saboteadores fueran ejecutados de inmediato. Para lograr esto, le dijo a Biddle que usaría sus poderes presidenciales para convocar un tribunal militar para juzgar a los saboteadores, algo que no se había hecho en suelo estadounidense desde el final de la Guerra Civil Americana. Envió otro comunicado a Biddle, reafirmando sus expectativas.
"Quiero que una cosa quede clara, Francis. No los entregaré a ningún mariscal de los Estados Unidos armado con un mandamiento de habeas corpus. ¿Entendido?"
El 2 de julio de 1942, el presidente Roosevelt emitió la Proclamación Ejecutiva 2561, creando un tribunal militar para enjuiciar a los alemanes. Puestos ante una comisión militar de siete miembros, los alemanes fueron acusados de los siguientes delitos:
- Violación de las leyes de la guerra;
- Violación del Artículo 81 de los Artículos de Guerra, que define el delito de corresponder con o proporcionar inteligencia al enemigo;
- Violación del Artículo 82 de los Artículos de Guerra, que define el delito de espionaje; y
- Conspiración para cometer los delitos alegados en los primeros tres cargos.

El juicio se llevó a cabo en el Salón de la Asamblea N.º 1, en el quinto piso del edificio del Departamento de Justicia en Washington D. C., el 8 de julio de 1942. Los abogados de los acusados, que incluían a Lauson Stone y Kenneth Royall, intentaron que el caso se juzgara en una corte civil, pero fueron rechazados por la Corte Suprema de los Estados Unidos en Ex parte Quirin, 317 U.S. 1 (1942), un caso que posteriormente fue citado como precedente para el juicio por comisión militar de cualquier combatiente ilegal contra los Estados Unidos.

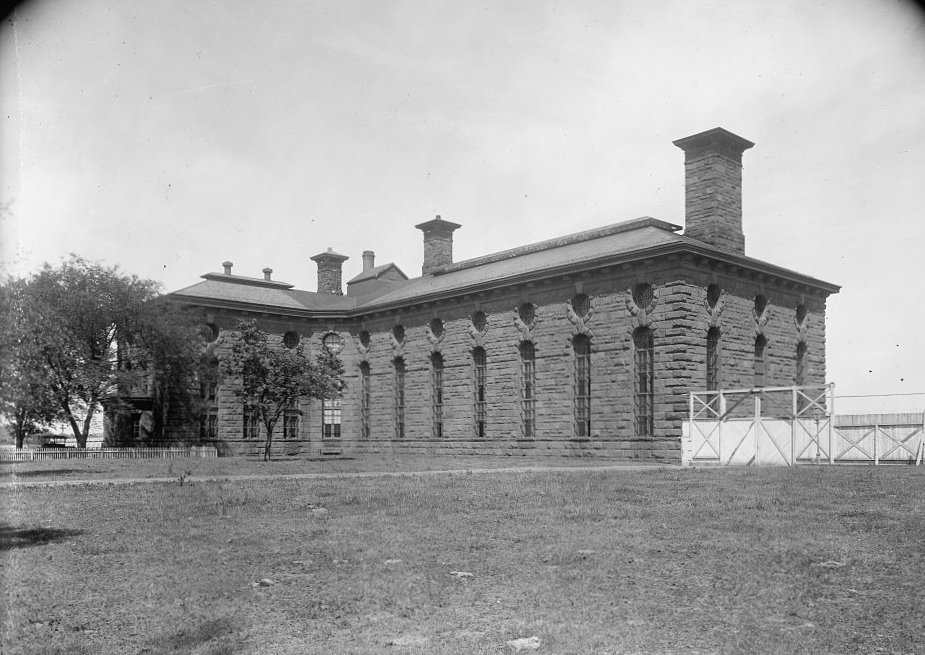
El edificio de la cárcel original alrededor de 1910.

El juicio de los ocho acusados terminó el 1 de agosto de 1942. Dos días después, todos fueron declarados culpables y condenados a muerte. Roosevelt conmutó la sentencia de Burger a cadena perpetua y la de Dasch a 30 años porque se habían entregado y proporcionado información sobre los demás. Los otros fueron ejecutados el 8 de agosto de 1942 en la silla eléctrica en el tercer piso de la cárcel del Distrito de Columbia y fueron enterrados en un camposanto en el vecindario de Blue Plains en el área de Anacostia en Washington.

## Consecuencias
El fracaso de la Operación Pastorius llevó a Hitler a reprender al almirante Canaris y nunca más se intentó ningún sabotaje en los Estados Unidos. Durante los años restantes de la guerra, los alemanes solo enviaron agentes a los Estados Unidos en una ocasión más, mediante submarinos. En noviembre de 1944, como parte de la Operación Elster, el submarino alemán U-1230 dejó a dos espías de la SS-Reichssicherheitshauptamt (Oficina Principal de Seguridad del Reich) en la costa de Maine para recopilar datos de inteligencia sobre la manufactura y el progreso técnico estadounidense. Después de un mes de vida lujosa en la ciudad de Nueva York, pero sin reunir información de espionaje, uno de los hombres se entregó al FBI, que capturó a ambos agentes poco después. Ambos fueron condenados y sentenciados a muerte, pero sus ejecuciones fueron suspendidas durante toda la duración de la guerra, tras lo cual su castigo fue conmutado por el presidente Truman a cadena perpetua en prisión.
En 1948, el presidente Harry S. Truman concedió clemencia ejecutiva a Dasch y Burger bajo la condición de que fueran deportados a la zona de ocupación estadounidense en Alemania. En Alemania fueron considerados traidores que habían causado la muerte de sus camaradas. Dasch murió en 1992 a los 89 años en Ludwigshafen, Alemania. Burger murió en 1975.
Dieciséis personas, incluidos los padres de Herbert Haupt, fueron arrestados por ayudar a los saboteadores. La última persona en ser arrestada fue el pastor luterano Carl Krepper, miembro de la German-American Bund y la German-American Business League, que apoyaban el boicot a negocios judíos. Krepper había ayudado a establecer casas seguras para los saboteadores. En marzo de 1945, fue encontrado culpable de comerciar con el enemigo y conspirar para cometer sabotaje, y fue sentenciado a 12 años de prisión. Krepper fue puesto en libertad condicional en 1951 y murió en 1972.
Por su participación en el asunto, a John Cullen se le otorgó la insignia de contramaestre, apareció en la portada del New York Times, y recibió la medalla de la Legión al Mérito. Su boda en 1944 fue noticia en los periódicos y atrajo a una multitud "mucho más allá de los invitados previstos". Cullen falleció en 2011, a la edad de 90 años.
En algún momento durante los años 1960 o 1970, el Partido Nazi Estadounidense colocó un monumento no autorizado a los espías ejecutados en un espesa zona boscosa en el suroeste de Washington D. C., en terrenos del Servicio de Parques Nacionales. Permaneció en gran medida desconocido e ignorado durante varias décadas. El Servicio de Parques lo retiró en 2010.